# بات نيكسون
ثيلما كاثرين «بات» نيكسون (بالإنجليزية: Pat Nixon) (اسمها عند الولادة ريان، مواليد 16 مارس 1912 - 22 يونيو 1993)، والمعروفة أيضًا باسم باتريشيا نيكسون، هي معلمة أمريكية وزوجة ريتشارد نيكسون، الرئيس السابع والثلاثين للولايات المتحدة. شغلت منصبي السيدة الثانية (1953 - 1961) والسيدة الأولى للولايات المتحدة (1969 - 1974) خلال أكثر من 30 عامًا في الحياة العامة.
ولدت في إيلي في ولاية نيفادا، وترعرعت مع شقيقيها فيما يعرف الآن باسم سيريتوس في كاليفورنيا، وتخرجت من المدرسة الثانوية في عام 1929. التحقت بكلية فولرتون جونيور، وبعد ذلك بجامعة جنوب كاليفورنيا. دفعت مقابل دراستها من خلال العمل في وظائف متعددة، بما في ذلك مديرة صيدلية وكاتبة وتقنية أشعة وبائعة بالتقسيط. تزوجت في عام 1940 من المحامي ريتشارد نيكسون، وامتلكا ابنتين، تريشيا وجولي. قام ريتشارد وبات نيكسون، اللذان أُطلق عليهما اسم «فريق نيكسون»، بحملاتهما الانتخابية الناجحة في الكونغرس في عامي 1946 و1948. انتُخب ريتشارد نيكسون نائبًا للرئيس في عام 1952، إلى جانب الجنرال دوايت أيزنهاور، حيث أصبحت بات في ذلك الوقت السيدة الثانية. قدمت بات نيكسون الكثير من الأعمال لإضافة فحوى إلى دور زوجة نائب الرئيس، إذ أصرت على زيارة المدارس ودور الأيتام والمستشفيات وأسواق القرى، وقامت بالعديد من بعثات المساعي الحميدة في جميع أنحاء العالم.
روجت بات نيكسون بصفتها السيدة الأولى، لعدد من القضايا الخيرية، بما في ذلك العمل التطوعي. أشرفت على مجموعة تضم أكثر من 600 قطعة من الفن والمفروشات التاريخية للبيت الأبيض، وهي أكبر عملية اقتناء قام بها تنظيم معين. كانت بات السيدة الأولى الأكثر سفرًا في تاريخ الولايات المتحدة، وهو رقم قياسي غير مسبوق حتى بعد 25 عامًا. رافقت الرئيس بصفتها أول سيدة أولى تزور الصين والاتحاد السوفيتي، بل وكانت أول زوجة للرئيس تُعين رسميًا بصفة ممثلة للولايات المتحدة في رحلاتها الفردية إلى إفريقيا وأمريكا الجنوبية، إذ نالت لقب «السيدة السفيرة»؛ كانت أيضًا أول سيدة تدخل منطقة القتال. انتهت فترة ولايتها عندما أُعيد انتخاب الرئيس نيكسون بعد فوز ساحق في الانتخابات الرئاسية لعام 1972، بعد عامين من فضيحة ووترغيت.

## وصلات خارجية
- بات نيكسون على موقع IMDb (الإنجليزية)
- بات نيكسون على موقع الموسوعة البريطانية (الإنجليزية)
- بات نيكسون على موقع مونزينجر (الألمانية)
- بات نيكسون على موقع أول موفي (الإنجليزية)
- بات نيكسون على موقع أول موفي (الإنجليزية)
- بات نيكسون على موقع قاعدة بيانات الأفلام السويدية (السويدية)
- بات نيكسون على موقع إن إن دي بي (الإنجليزية)
- بات نيكسون على موقع قاعدة بيانات الفيلم (الإنجليزية)
- Richard Nixon Foundation biography of Pat Nixon
- White House biography on Pat Nixon
- Video of funeral services for Pat Nixon, 1993
- Donald Greyfield (Jan 01, 2001). "Pat Nixon". Presidential First Lady. فايند أغريف. اطلع عليه بتاريخ Aug 18, 2011. {{استشهاد ويب}}: تحقق من التاريخ في: |date= (مساعدة)